# Неделькович, Драган
Драган Расткович Неделькович (серб. Драган Недељковић; 2 августа 1925, Равне — 5 июня 2015, Белград) — югославский и сербский славист, профессор университетов Белграда, Бордо и Парижа.

## Биография
Родился 2 августа 1925 года в деревне Равне. Родители: Растко (торговец) и Елена. Окончил начальную школу в Руме, в годы Народно-освободительной войны Югославии сражался на Сремском фронте. Считал город Рума своим родным.
Окончил Белградский университет, изучал в Сорбонне французскую литературу. В 1957 году получил степень доктора в Страсбурге. Член Европейской академии наук, искусств и литературы (Париж), председатель сербского народного движения «Светозар Милетич». Автор более 400 научных и литературных работ. Специализировался также на русской литературе: в частности, изучал творчество Ф.М.Достоевского и М.А.Шолохова. Автор трилогии, куда вошли книги «Издалека — свет» (1996), «Свет вблизи» (2000) и «Из глубины света к порогу смерти» (2003).
В 2011 году подписал открытое письмо Владимиру Владимировичу Путину с просьбой оказать помощь косовским сербам в связи с планами КФОР взять под контроль административные переходы Яринье и Брняк и ограничить передвижение по ним.
Скончался 5 июня 2015 года в Белграде. Похоронен на белградском Новом кладбище